# Russische voetbalbeker 2010/11
De Beker van Rusland 2010/11 was de negentiende editie van de Beker van Rusland na de val van de Sovjet-Unie in 1991. De competitie begon op 14 april 2010 en zal eindigen op 21 mei 2011 met de finale tussen CSKA Moskou en Alania Vladikavkaz. Doordat CSKA Moskou zich heeft weten te kwalificeren voor de UEFA Champions League mag Alania deelnemen aan de UEFA Europa League als bekerfinalist. Alania Vladikavkaz heeft een bijzondere record op zijn naam weten te schrijven door alle wedstrijden na strafschoppen te winnen.

## Achtste finale
|                         |                                                 |       |                                                   |                                                                                   |
| 22 september 2010 16:00 | Alania Vladikavkaz                              | 0 – 0 | Gornyak Oetsjali                                  | Spartakstadion, Vladikavkaz Toeschouwers: 4.000 Scheidsrechter: Vjatsjeslav Popov |
| 22 september 2010 16:00 | Verslag                                         |       |                                                   | Spartakstadion, Vladikavkaz Toeschouwers: 4.000 Scheidsrechter: Vjatsjeslav Popov |
| 22 september 2010 16:00 | Strafschoppen                                   |       |                                                   | Spartakstadion, Vladikavkaz Toeschouwers: 4.000 Scheidsrechter: Vjatsjeslav Popov |
| 22 september 2010 16:00 | Florescu Choeboelov Kirillov Goesalov Marenitsj | 5–4   | Ovtsjinnikov Sorokin Alborov Samojlov Chalioellin | Spartakstadion, Vladikavkaz Toeschouwers: 4.000 Scheidsrechter: Vjatsjeslav Popov |

|                         |                |         |                   |                                                                   |
| 22 september 2010 17:00 | Saturn Moskou  | 2 – 1   | FK Loetsj-Energia | Saturn Stadium Toeschouwers: 4.500 Scheidsrechter: Nikolai Ivanov |
| 22 september 2010 17:00 | Topić 14', 25' | Verslag | 31' Zjdanov       | Saturn Stadium Toeschouwers: 4.500 Scheidsrechter: Nikolai Ivanov |

|                         |                   |        |                           |                                                                               |
| 22 september 2010 18:30 | Rostov            | 2 – 0  | Volgar-Gazprom Astratsjan | Olimp-2, Rostov aan de Don Toeschouwers: 4.500 Scheidsrechter: Vitali Mesjkov |
| 22 september 2010 18:30 | Pavlenko 49', 63' | Report |                           | Olimp-2, Rostov aan de Don Toeschouwers: 4.500 Scheidsrechter: Vitali Mesjkov |

|                         |                                                     |        |                       |                                                                            |
| 22 september 2010 19:30 | Dinamo Moskou                                       | 4 – 1  | Volga Nizjni Novgorod | Arena Chimki, Moskou Toeschouwers: 3.083 Scheidsrechter: Vladimir Kazmenko |
| 22 september 2010 19:30 | Česnauskis 43' Semsjov 60' Dujmović 74' Samedov 76' | Report | 36' Martsvaladze      | Arena Chimki, Moskou Toeschouwers: 3.083 Scheidsrechter: Vladimir Kazmenko |

|                        |                  |        |                   |                                                                                        |
| 28 februari 2011 19:00 | CSKA Moskou      | 1 – 0  | Sjinnik Jaroslavl | Olympisch Stadion Loezjniki, Moskou Toeschouwers: 6.000 Scheidsrechter: Mikhail Vilkov |
| 28 februari 2011 19:00 | Ignasjevitsj 22' | Report |                   | Olympisch Stadion Loezjniki, Moskou Toeschouwers: 6.000 Scheidsrechter: Mikhail Vilkov |

|                    |                            |         |                                         |                                                                                      |
| 1 maart 2011 18.00 | Anzji Machatsjkala         | 2 – 3   | Zenit                                   | Sultan Bilimkhanov Stadium, Grozny Toeschouwers: 2.500 Scheidsrechter: Almir Kayumov |
| 1 maart 2011 18.00 | Agalarov 22' D. Ivanov 90' | Verslag | 12' (pen.) Huszti 67' Danny 83' Lazović | Sultan Bilimkhanov Stadium, Grozny Toeschouwers: 2.500 Scheidsrechter: Almir Kayumov |

|                    |                   |         |                          |                                                                       |
| 3 maart 2011 16:00 | Sibir Novosibirsk | 0 – 2   | Spartak Moskou           | Spartak Stadium Toeschouwers: 6.000 Scheidsrechter: Vladimir Kazmenko |
| 3 maart 2011 16:00 |                   | Verslag | 11' Dzjoeba 49' Yakovlev | Spartak Stadium Toeschouwers: 6.000 Scheidsrechter: Vladimir Kazmenko |

|                    |            |              |               |                                                                  |
| 6 maart 2011 13:00 | Amkar Perm | 0 – 1 (n.v.) | Krasnodar     | Zvezda Stadium Toeschouwers: 8.800 Scheidsrechter: Yuri Baskakov |
| 6 maart 2011 13:00 |            | Verslag      | 98' Picuşceac | Zvezda Stadium Toeschouwers: 8.800 Scheidsrechter: Yuri Baskakov |

## Kwartfinale
Alania Vladikavkaz kreeg een bye naar de halve finale.
|                     |               |        |                              |                                                                         |
| 20 april 2011 19:30 | Dinamo Moskou | 1 – 2  | Rostov                       | Arena Khimki, Khimki Toeschouwers: 5.200 Scheidsrechter: Mikhail Vilkov |
| 20 april 2011 19:30 | Sapeta 52'    | Report | 32' Grigoryev 90+2' Blatnjak | Arena Khimki, Khimki Toeschouwers: 5.200 Scheidsrechter: Mikhail Vilkov |

|                     |       |        |                                    |                                                                                   |
| 20 april 2011 20:00 | Zenit | 0 – 2  | CSKA Moskou                        | Petrovsky, St. Petersburg Toeschouwers: 19.000 Scheidsrechter: Stanislav Soechina |
| 20 april 2011 20:00 |       | Report | 41' Doumbia 58' (pen) Ignasjevitsj | Petrovsky, St. Petersburg Toeschouwers: 19.000 Scheidsrechter: Stanislav Soechina |

|                     |                       |        |              |                                                                                      |
| 20 april 2011 19:30 | Spartak Moskou        | 2 – 1  | FK Krasnodar | Olympisch Stadion Loezjniki, Moskou Toeschouwers: 15.911 Scheidsrechter: Igor Egorov |
| 20 april 2011 19:30 | Rojo 69' Welliton 72' | Report | 85' Gogniyev | Olympisch Stadion Loezjniki, Moskou Toeschouwers: 15.911 Scheidsrechter: Igor Egorov |

## Halve finale
|             |                                           |                       |                                                     |                                                                                      |
| 11 mei 2011 | Spartak Moskou                            | 3 – 3 (na extra tijd) | CSKA Moskou                                         | Olympisch Stadion Loezjniki, Moskou Toeschouwers: 46.000 Scheidsrechter: Igor Egorov |
| 11 mei 2011 | D. Kombarov 45' Ari 61' Ibson 77'         | Verslag               | 42' Doumbia 72' Necid 82' Vágner Love               | Olympisch Stadion Loezjniki, Moskou Toeschouwers: 46.000 Scheidsrechter: Igor Egorov |
| 11 mei 2011 | Strafschoppen                             |                       |                                                     | Olympisch Stadion Loezjniki, Moskou Toeschouwers: 46.000 Scheidsrechter: Igor Egorov |
| 11 mei 2011 | Makhmudov McGeady D. Kombarov Ari Dzjoeba | 4 – 5                 | Necid Vágner Love Honda V. Berezoetski Ignasjevitsj | Olympisch Stadion Loezjniki, Moskou Toeschouwers: 46.000 Scheidsrechter: Igor Egorov |

|             |                                                         |                       |                                                    |                                                                               |
| 11 mei 2011 | Rostov                                                  | 0 – 0 (na extra tijd) | Alania Vladikavkaz                                 | Olimp – 2, Rostov-on-Don Toeschouwers: 13.000 Scheidsrechter: Sergei Karasyov |
| 11 mei 2011 | Verslag                                                 |                       |                                                    | Olimp – 2, Rostov-on-Don Toeschouwers: 13.000 Scheidsrechter: Sergei Karasyov |
| 11 mei 2011 | Strafschoppen                                           |                       |                                                    | Olimp – 2, Rostov-on-Don Toeschouwers: 13.000 Scheidsrechter: Sergei Karasyov |
| 11 mei 2011 | Kirichenko Rebko M. Grigoryev Blatnjak Adamov Boussaidi | 5 – 6                 | Bazayev Gabulov Bikmaev Neco Vandinho A. Grigoryev | Olimp – 2, Rostov-on-Don Toeschouwers: 13.000 Scheidsrechter: Sergei Karasyov |

## Finale
|                       |                                       |                    |                    |                                                                                      |
| 21 mei 2011 16:00 uur | CSKA Moskou                           | 2 – 1              | Alania Vladikavkaz | Shinnik Stadion, Jaroslavl Toeschouwers: 15.000 Scheidsrechter: Vladislav Bezborodov |
| 21 mei 2011 16:00 uur | Seydou Doumbia 13' Seydou Doumbia 69' | Verslag[dode link] | 23' Neco           | Shinnik Stadion, Jaroslavl Toeschouwers: 15.000 Scheidsrechter: Vladislav Bezborodov |